# 全地形対応車

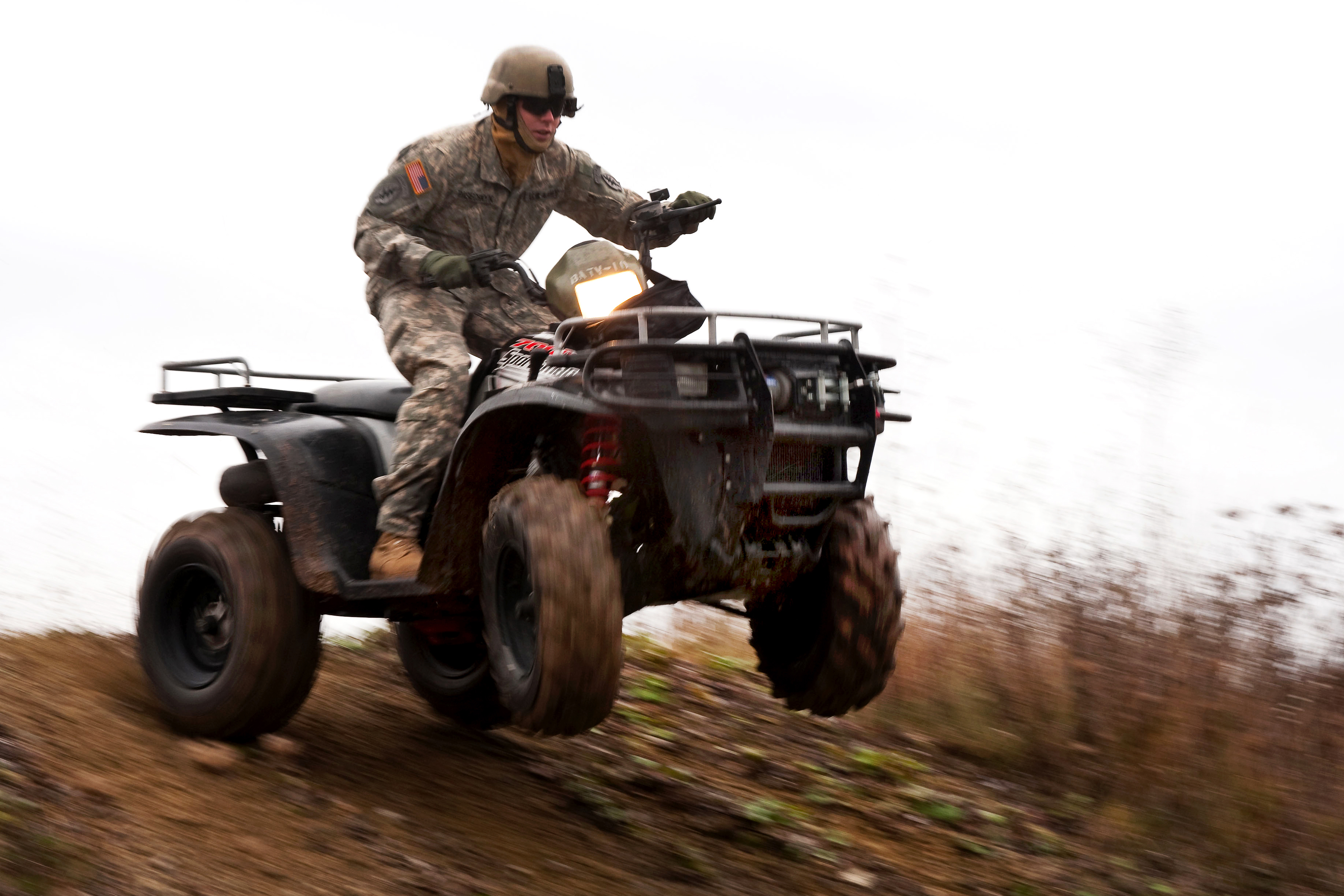
アメリカ陸軍のATV

全地形対応車（ぜんちけいたいおうしゃ、英: all-terrain vehicle、略：ATV、仏: véhicule tout-terrain、略：VTT）は、低圧タイヤを用いて不整地を含む様々な地形を進むことのできる原動機付きの車両である。
米国規格協会（ANSI）の定義によると、全幅50インチ以下、重量600ポンド以下で、低圧タイヤを装着し、跨座式シートと棒形ハンドルで操縦される車両とされている。
特に四輪のモデルが多く、日本ではバギー、四輪バギー、日本国外ではクアッド、クアッドバイクとも称されている。
横二人乗り・四人乗りでステアリングホイールとアクセル/ブレーキペダルを備えているものの場合はサイド・バイ・サイド・ビークル（S×S）に分類される。

## 概要

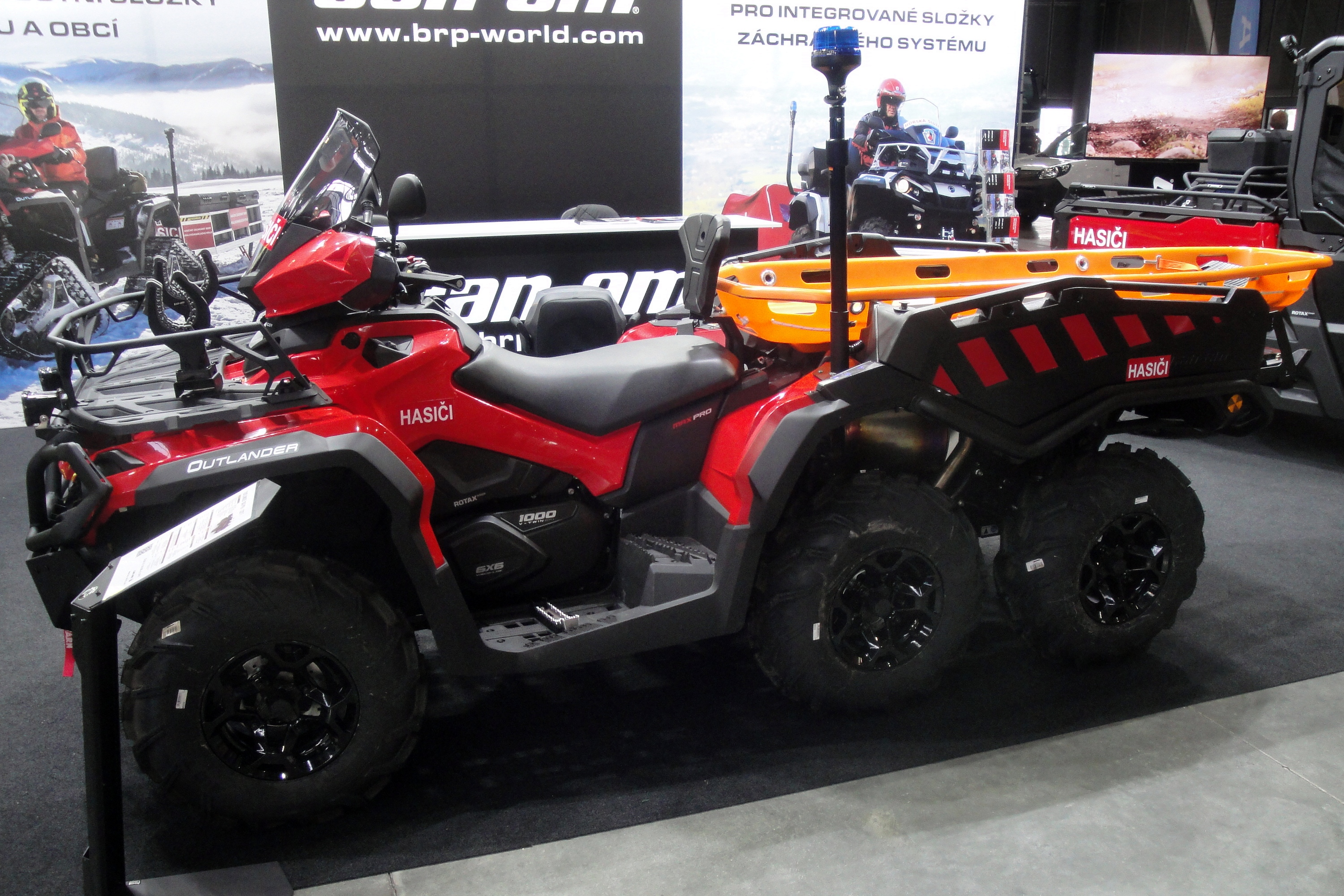
Can-Am・アウトランダー 6x6 Pro+ 1000T（ユーティリティ型）

三輪以上のタイヤを備え、乗車定員が1名ないし前後座席で2名の乗り物である。
オートバイの技術を流用した車体構成となっていて、ハンドルやシートをはじめとする乗車装置がオートバイと同様の構造であることから、乗車姿勢もオートバイに類似している。競技の世界でも二輪統括団体のFIM（国際モーターサイクリズム連盟）で扱われており、タイヤは3つ以上あるが「二輪」の一種である。
ただし前二輪でハンドルが重いため、二輪のオートバイとは異なり、アクセルは親指で押すレバー式が基本となる。大型の車種ではパワーステアリングが装着されることもある。変速操作にはペダル式やハンドレバー式があり、トランスミッションはスクーター同様無段変速機（CVT）が多い。
ATVは大きく分けてスポーツ型とユーティリティ型に分けられる。元々はスポーツ型が基本だったが、サイド・バイ・サイド・ビークルの登場で需要が逆転した現在は、ほとんどがユーティリティ型である。
スポーツ型は、主にモトクロスやラリーレイドなどの競技に用いられる車種として発展したものである。軽快なハンドリングと小回りの利く二輪駆動（後輪駆動）が好まれる。タイヤの接地面積が大きい上にサスペンションストローク量が少ないため身体に衝撃を受けやすく、またブロックタイヤの振動も受けてしかも重いフロント二輪を操縦し続ける必要があり、長時間競技で戦うには常人離れした屈強な握力・腕力・背筋力が求められる。レジャー用として嗜む排気量50ccのエンジンを搭載したライトユーザー向けのスポーツ型もあり、台湾や中国で生産されている。

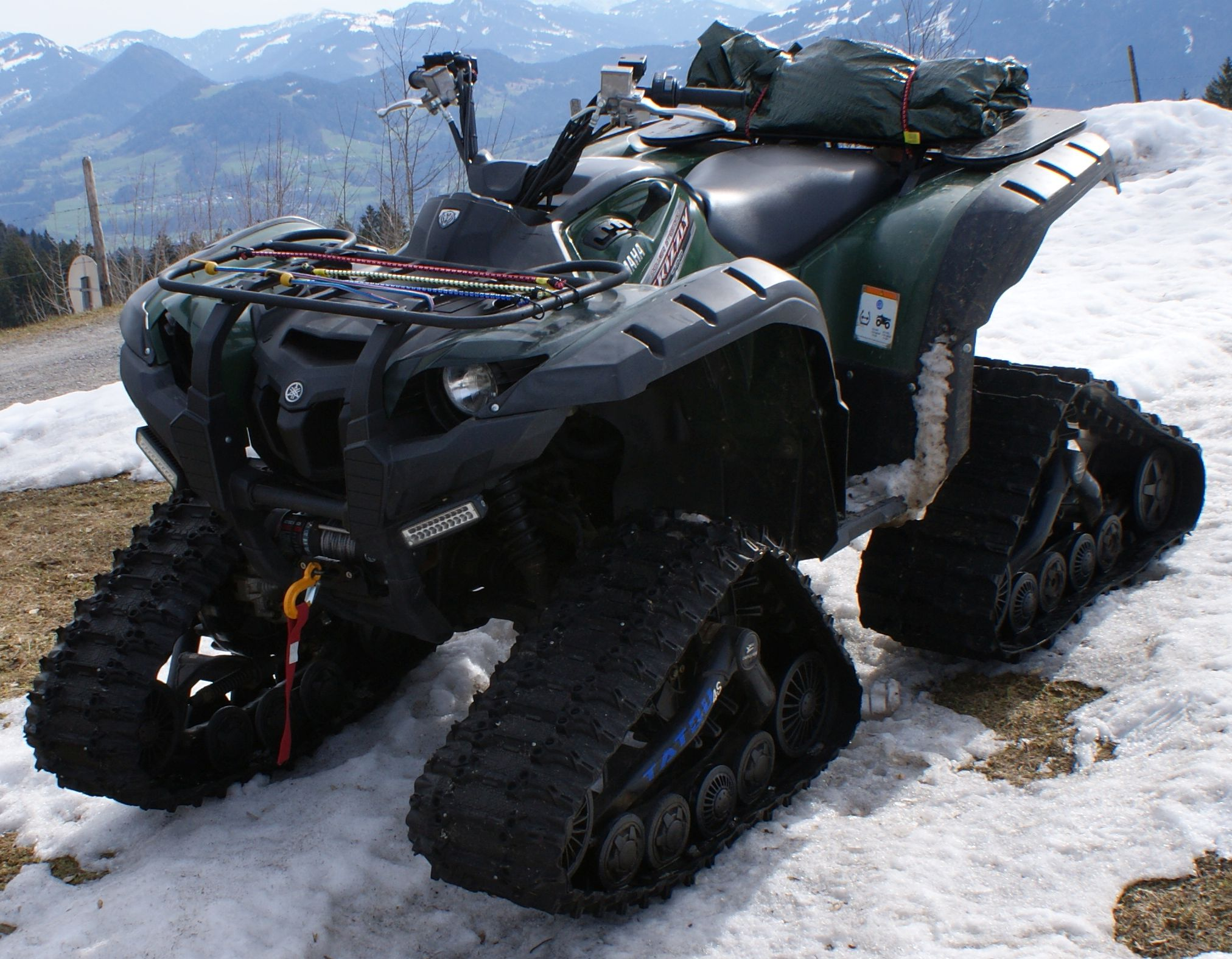
タイヤをキャタピラに替えたヤマハ・グリズリー700（ユーティリティ型）

ユーティリティ型は農林業での移動・荷役・巡視・牽引・家畜の統率、軍事用など幅広く用いられている。荷台は大きめで、四輪以上の駆動輪を持つモデルや、水陸両用の特殊な構造のものなどがある。
モトクロッサーやトレールバイクなどのオフロード二輪と比較すると、二輪の方が車両価格が安い、非常に細い道も走れる、コーナーリングもジャンプも機動的かつ刺激的などのメリットがあるが、ATVは転倒しづらく訓練なしに運転しやすい、足つきを気にする必要が無い、雪上でも走りやすい、運搬や牽引の能力が高いなど実用面で優れている点が多い。FIM主催の競技ではATVの最高速度は二輪より低く規制されており、総合タイムでは二輪を下回る。
なお安全面では、ATVの方が転倒自体はしづらいものの、負傷で死亡する可能性が有意に高いとされる。これは運転しやすさや安定性の高さ故の慢心に加え、重量の大きさから来る衝突や転倒時のダメージの大きさなどが原因であると考えられる。

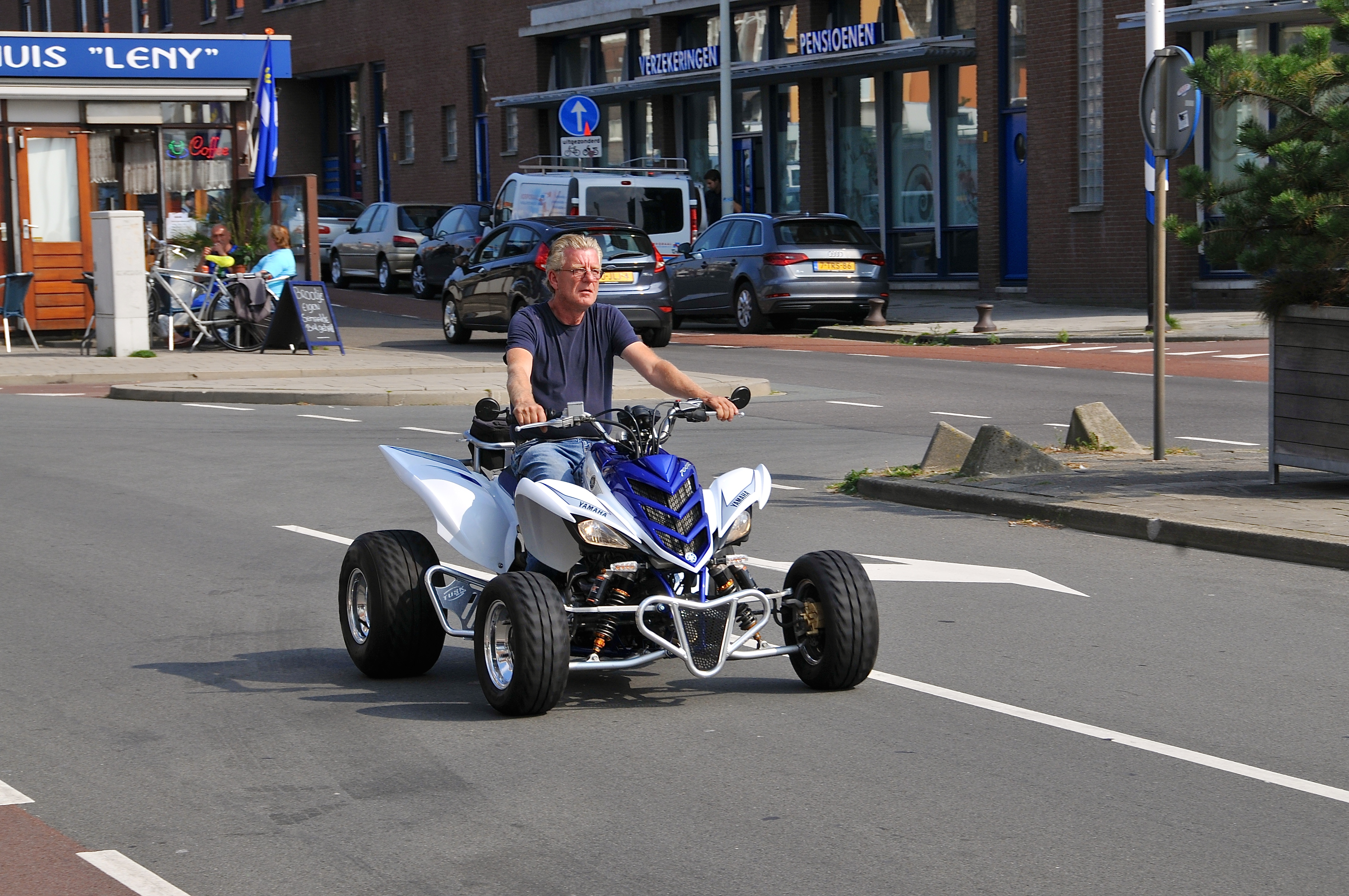
公道を走行するヤマハ・ラプター（スポーツ型）

私有地などの限定された敷地内では運転免許や年齢制限などの運転資格は要求されず、アメリカでは一定の条件を満たせば16歳未満の子供でも公有地を運転することが許可される州もある。逆にドイツでは自然保護の観点から公道以外での走行が許可されておらず、普通の自動車免許があれば16歳から運転可能である。しかし安全面が問題視され、2005年からヘルメット着用が義務となった。
日本では体験操縦できる施設や競技組織においては年齢制限を設けている。また、メーカーによっては車種ごとに対象年齢を指定している場合もある。自治体では50cc以下は保安基準や規格を満たせばナンバーを取得した上で公道走行が可能となるが、50cc以上のものについては小型特殊自動車の条件に違反するため、一切のナンバー取得ができない（後述）。

## 歴史

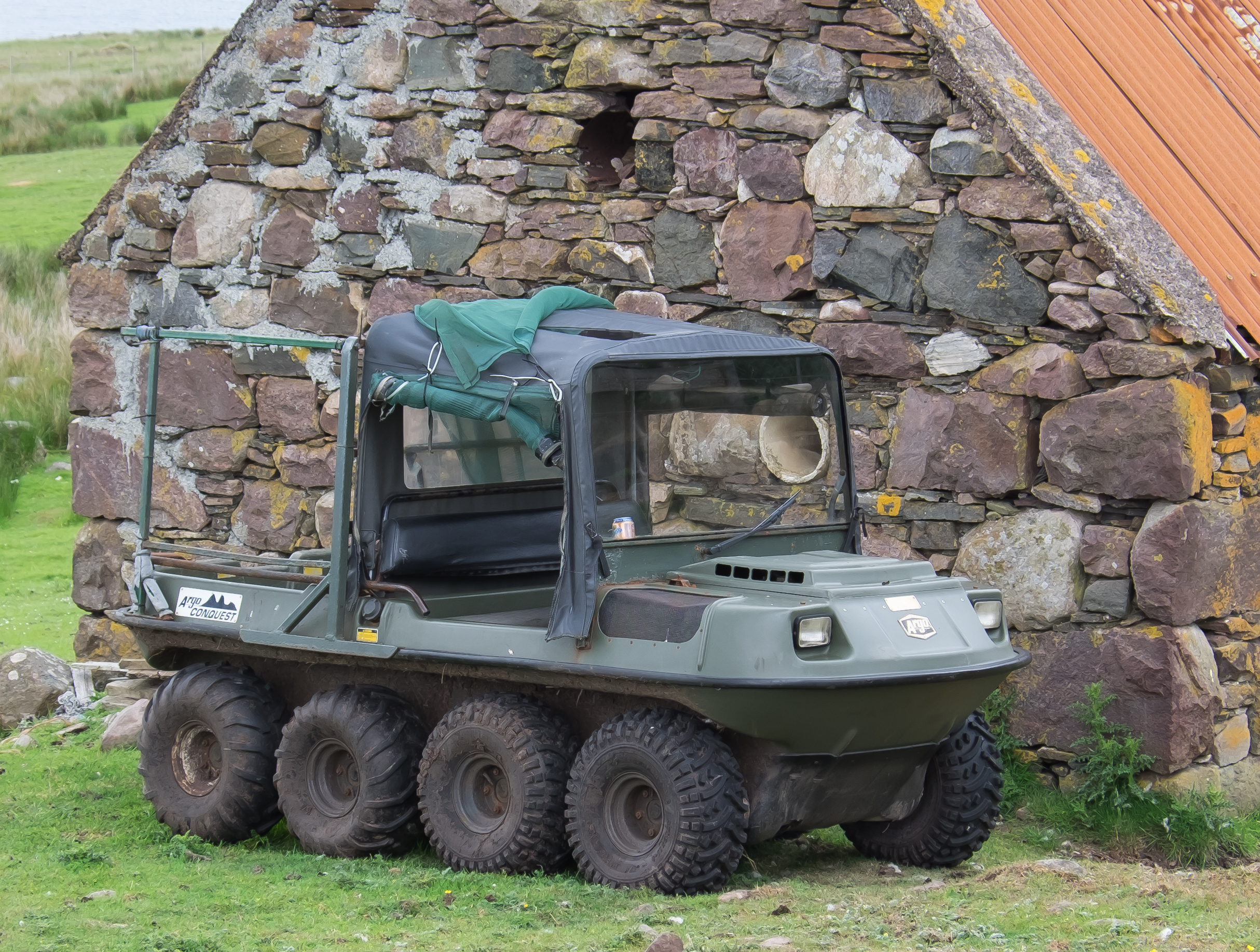
AATVのアーゴ・コンクエスト 8x8

1959年にJGRガンスポーツ社創設者のジャック・レンペル（またの名をジョン・ガワー）が公表した、六輪の小型水陸両用ATV（現在ではAmphibious ATV、AATVと呼ばれる）が、ATVの源流とされる。
通常の水陸両用車より圧倒的に小型で安価なこの車両は後に「ジガー」の名を与えられ、1961年に2ストロークのツインエンジンとバルーンタイヤの組み合わせで発売されてブームを巻き起こした。NATVA (National All-Terrain Vehicle Association) というAATV競技団体も立ち上がり、70年代まで複数のワークス・セミワークス参戦が行われるほどの人気を博した。しかし石油危機でこのような高価なレクリエーション用車両に出費しづらくなったこと、車両構造が複雑でメンテナンスが難しかったこと、後述のより安価でシンプルな三輪ATVの躍進などにより、急速に水陸両用車市場は衰退していった。

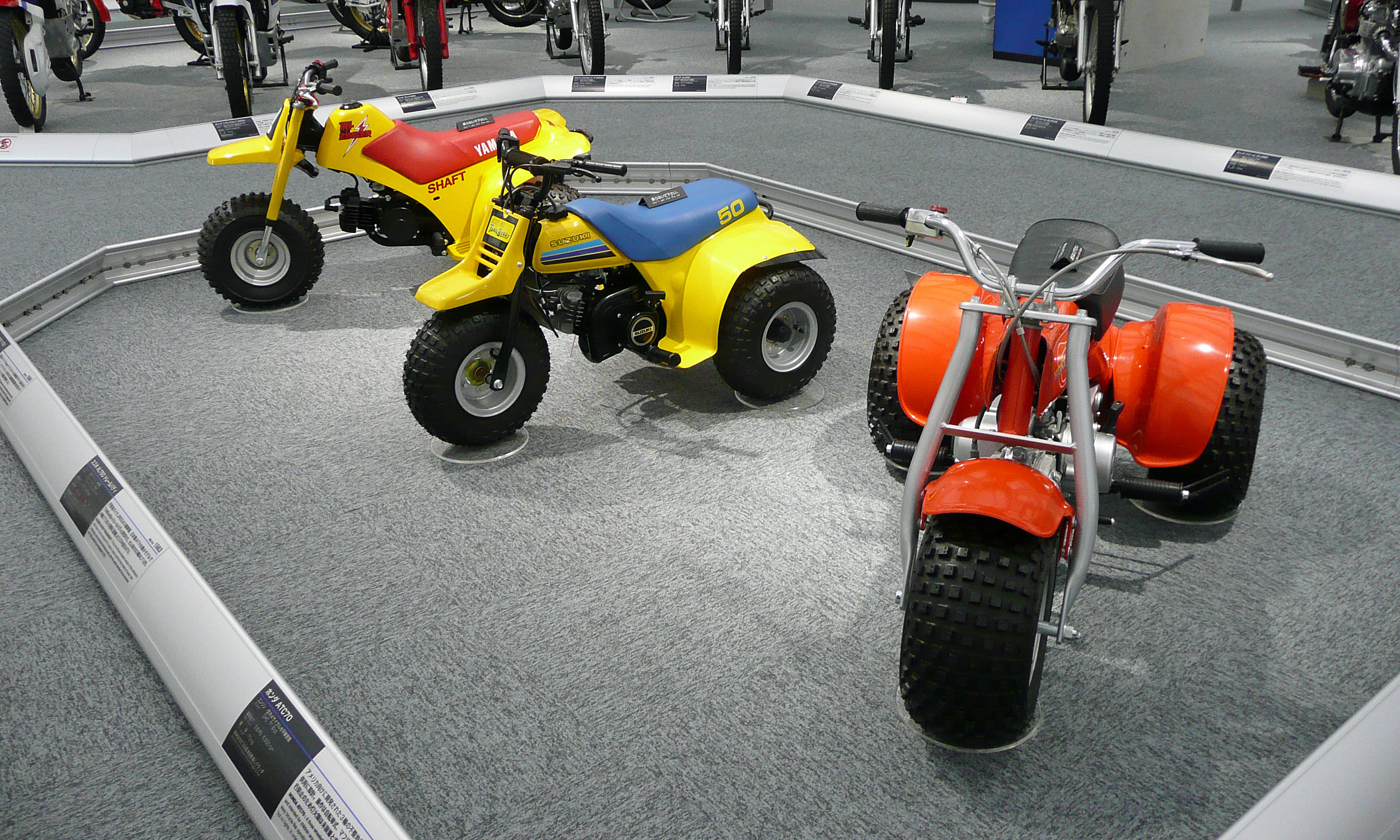
子供向け三輪ATV。手前からホンダ・ATC70（1973年）、スズキ・ALT50トレールバディ（1983年）、ヤマハ・トリジンガーYT60（1984年）

1967年に「冬でも乗れるバイクが欲しい」という米国法人の要請に応じて、ホンダのオサム・タケウチがオフロード三輪のUS90（発売半年後にATC90へ改名。ATCとは"All Terrain Cycles"、「全地形バイク」の意味で、後発の三輪もATCと呼ばれた）を開発して北米でヒットを飛ばし、ここにヤマハ・カワサキも参入して一大市場を築いた。この人気の高まりに応じて、アメリカモーターサイクリスト協会 (AMA) はアメリカ全地形対応車協会 (AATVA) を設立した。
1980年代前半に入るとスズキ、続いてホンダが四輪のATVを開発した。ポラリス・インダストリーズなど北米のメーカーも小規模ながらATVに参入したが、基本的には日本の4大メーカーによる激しい開発競争によってATVは発展していった。1984年に北米の長距離レースGNCC（グランド・ナショナル・クロスカントリー）でATV部門が追加され、1985年にはAMAモトクロスも誕生した。GNCCは現在、AMAモトクロスを凌ぐ人気を誇る。
しかし三輪特有の運動特性のクセに運転者の技術が伴わなかったことや、運転者の安全への意識が低かったこともあって事故が多発したため、1980年代に消費者製品安全委員会 (CPSC) の調査が入り、全米のATV卸売業者たちに総額1億円を費やしての安全プログラムの拡大を約束させている。この時三輪は特にトレーニングプログラムが厳重化されたことで事実上終焉を迎え、三輪は1987年を最後に各社とも製造を終了。ATVは四輪へ完全移行した。三輪ATVの絶滅はスポーツ界に濃い影を落としたが、2000年代に入って各社がスポーツATVを開発して再び活性化した。カワサキ、Can-Am、ポラリス、KTMが一斉に450ccスポーツATV市場に参入した2008年がピークとなった。

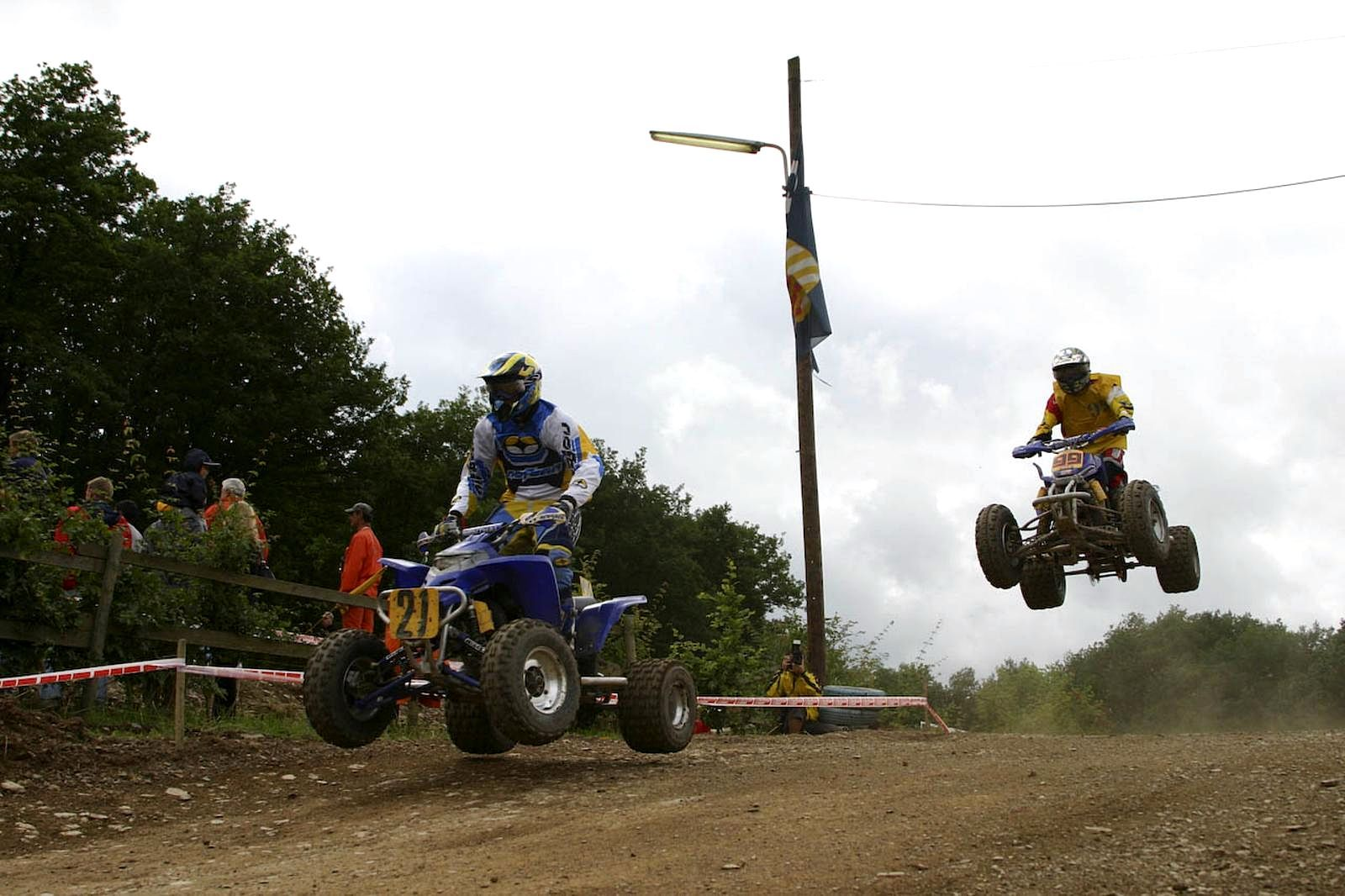
ATVによるレース

騒音の問題はATV発祥以前の1950年代からこの手の乗り物でずっと問題視されており、騒音を理由に走行を禁止するエリアも少なくなかった。しばし米国の総務省や関連団体が騒音自粛のキャンペーンを行っており、一定の成果はあったものの、根本的な解決には至らなかった。2002年にカリフォルニア州にて、この手のオフロード車両の排気音量上限を96デシベルに制限する法案が可決された。
ダカール・ラリーでは1997年にフランス人ライダーのダニエル・ジルーによって初めてATVが完走を記録。以降「エクスペリメンタル」の一種として、バイク部門の下位クラスに組み込まれていたが、2005年にダカールと異なる車両規定を用いるFIMクロスカントリーラリー世界選手権で部門が創設され、2009年にはダカールでも部門として独立を果たしている。しかし参加者とメーカー数が減少し、2024年大会を最後に廃止されている。

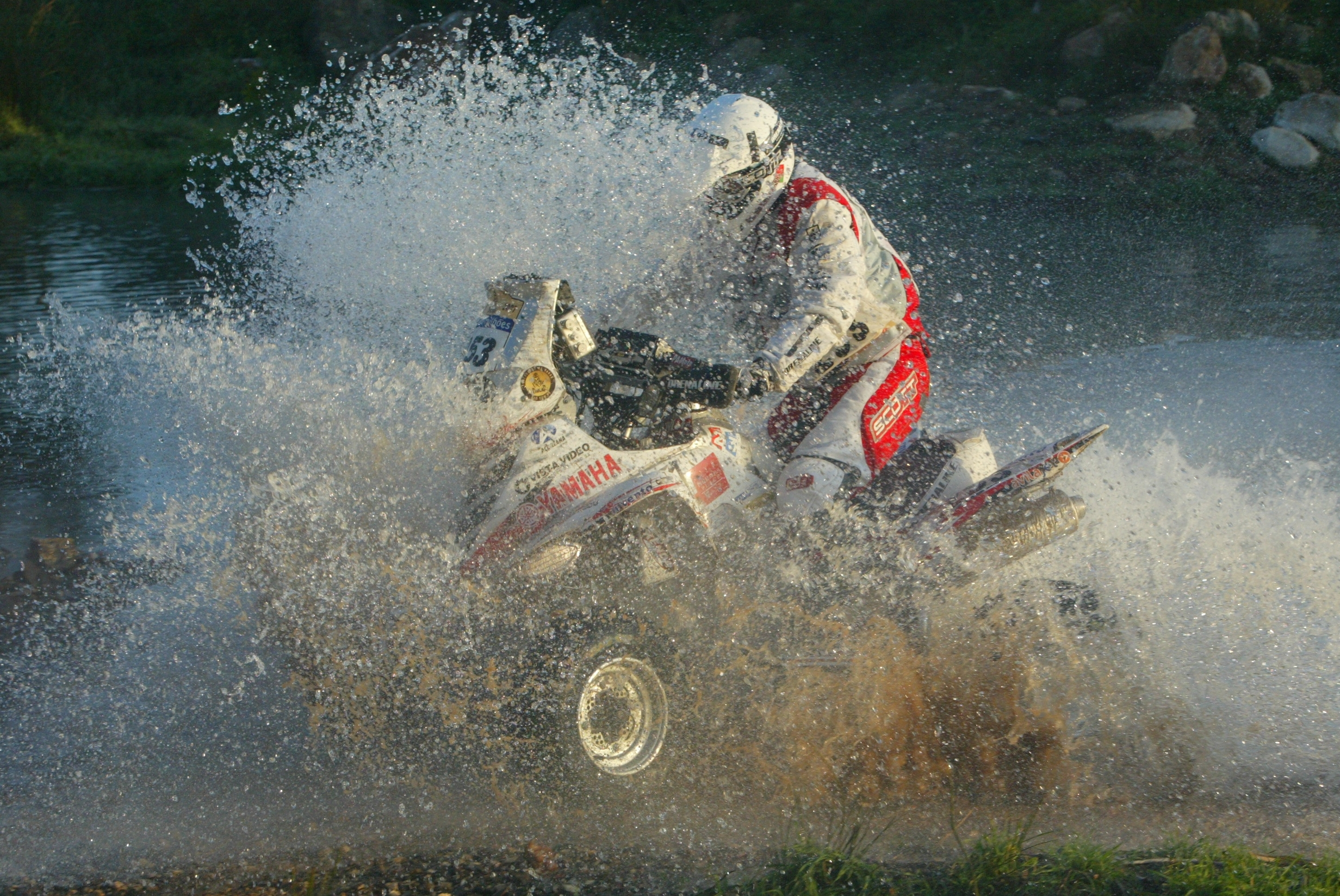
ダカール・ラリーに参戦するヤマハ・ラプター

2010年代に入るとATVを四輪自動車の構成にしたようなサイド・バイ・サイド・ビークル（SSV、UTV）が、実用性・安全性・スポーツ性など各方面の優秀性で人気を集めて各社がリソースを注ぎ込むようになったのに加え、リーマン・ショックの影響で各社ともニッチなスポーツATVにリソースを割けなくなった。また競技では二輪オートバイに比べると少々地味であり、集客は今ひとつであった。その結果ヤマハ以外のメーカーはピュアスポーツATV市場からぞろぞろと撤退していき、ATVレースの大排気量クラスはどこもヤマハのワンメイクレースの様相を呈するようになった（ただし450cc以下のクラスではホンダ、スズキなどの型落ちマシンも多く走っており、一定の戦闘力を保持している）。
なおATVを販売するブランドは世界中に大小多くあるが、若者向けモデルや排気量200cc未満の廉価なモデルについては、その大部分の製造・OEM供給について、長らく日本か台湾のメーカーが担っている。
四輪ATVでも安全の問題はしばし取り沙汰され、オーストラリアではフォーミュラカーのロールバーのような形状のOPD（オペレーター・プロテクティブ・デバイス、運転者保護デバイス）の装着が義務化された。しかしヤマハは「メーカーが未テストのままボルトオンで装着しなければならないデバイスに顧客の命は賭けられない」とこれに反発し、2021年10月にオーストラリアの業務用ATVを販売終了（スポーツ用と子供用は継続）し、需要をSSVで代替している。
ホンダは2024年に90cc・250ccクラスでスポーツATV市場に復帰することを表明している。

## 日本の法規における扱い
日本では道路運送車両法に基づく保安基準を満たした一部の車両のみ公道を走行することができる。

### 50cc超
排気量が50ccを超えるもののうち、三輪のものは自動二輪車の保安基準を満たすことで側車付自動二輪の一種であるトライクとして登録できる場合がある。四輪のものは自動車として扱われ、保安基準も同等のものが適用される。このうち衝突安全性の基準や排出ガスの基準については、これらを満たした製品は日本では販売されていない。
2006年にGGが製造し、GARAGE BOSSが輸入販売していたGGクアッドは小型自動車として登録できる。
現在は特殊自動車にも該当する分類がなく、「その他の車両」の分類として認める告示は国土交通省から公布されていないため、小型特殊自動車や大型特殊自動車としての登録はできず事実上、構内専用自動車として見なされることも少なくない。

### 50cc以下
2007年8月以降、日本では輸入車を含み道路運送車両法に基づく保安基準、排気ガス規制を満たしたATVは販売されていない。

## 主なメーカー

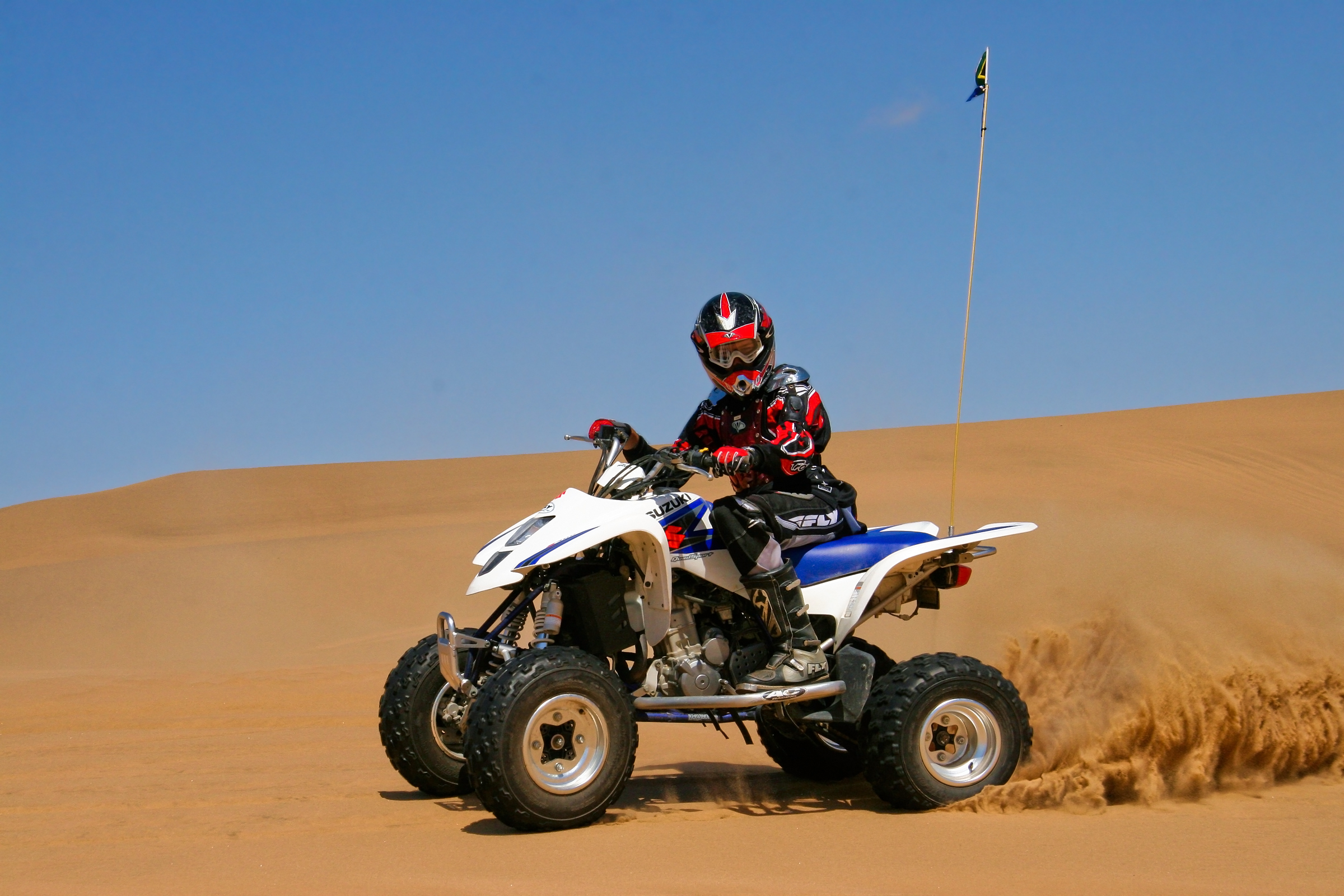
スズキ・LT-R450

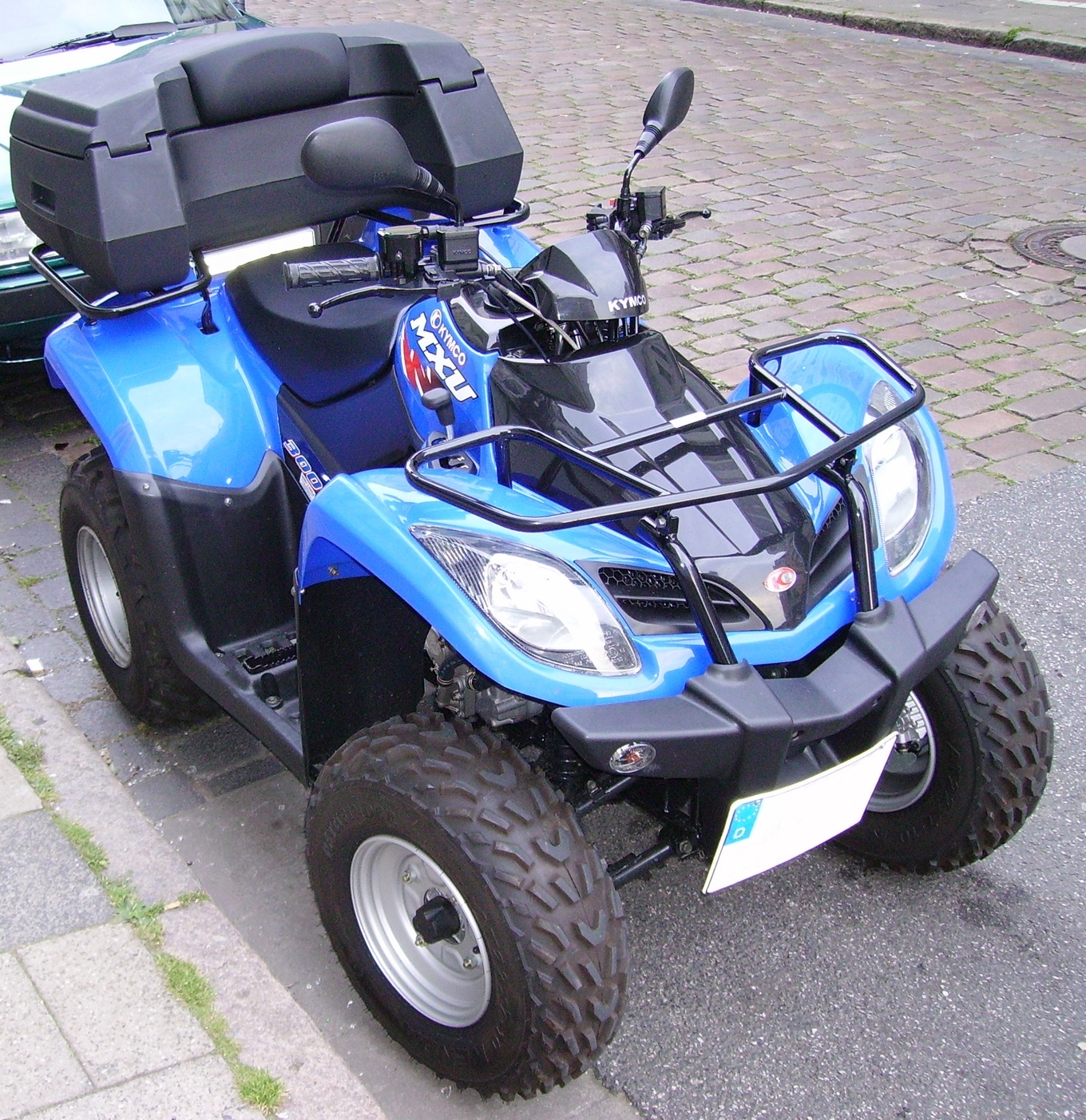
キムコ・MXU300

### アジア
- ヤマハ発動機[31]（ヤマハ）
- 本田技研工業（ホンダ）
- スズキ
- カワサキモータース （川崎重工業）
- ヤンマー（旧法人、現・ヤンマーホールディングス） - 日本国外向けのATVのみを製造していたが2015年までにATVの製造から撤退した。
- シムスインターナショナル - G-wheelというブランドで、ATVを製作する。
- モービルジャパン - 日本で企画設計し、中国で生産するATVを販売している。
- ユナリ - 台湾のオートバイメーカー。
- キムコ - 自社ブランドの他、カワサキモータースやアークティックキャットにもATV製品をOEM供給している。日本でも現地法人「キムコジャパン」を設立し、複数のバギーを展開する。
- イートン
- ディンリ
- Standard Motor Corporation[32]
- HOTA INDUSTRIAL MFG[33]
- ACCESS MOTOR[34]
- CEC[35]
- 三陽工業（SYM）
- CFMOTO[36]。
- 林海集団（リンハイ） - 1956年設立。近年最も勢いのあるメーカーの一つ。
- 海正药业（ハイスン）
- ビアル - かつて製造販売していたインドネシアのオートバイブランド[37]。

### 北米
- BRP （カンナム・モーターサイクルズ）
- アーゴ
- ジョンディア - ジョンディア・ゲーター（英語版）やジョンディア・バック（英語版）など。
- ポラリス・インダストリーズ
- テクストロン（アークティックキャット） - ラインナップの大部分はキムコ製のOEM供給を受けている。
- DRR USA- 2000年設立。近年は電動ATVに積極的。
- Gibbs Sports Amphibians - 水陸両用のATVであるQuadskiを製造[38]。
- キャノンデール - マウンテンバイクメーカー。ATVとしては珍しい前方排気・後方吸気のDOHCエンジンと、アルミ製フレームの450ccモデルを製造し、コアなファンを生んだが、2003年に破産[39]。
- - イタリカ

### 欧州

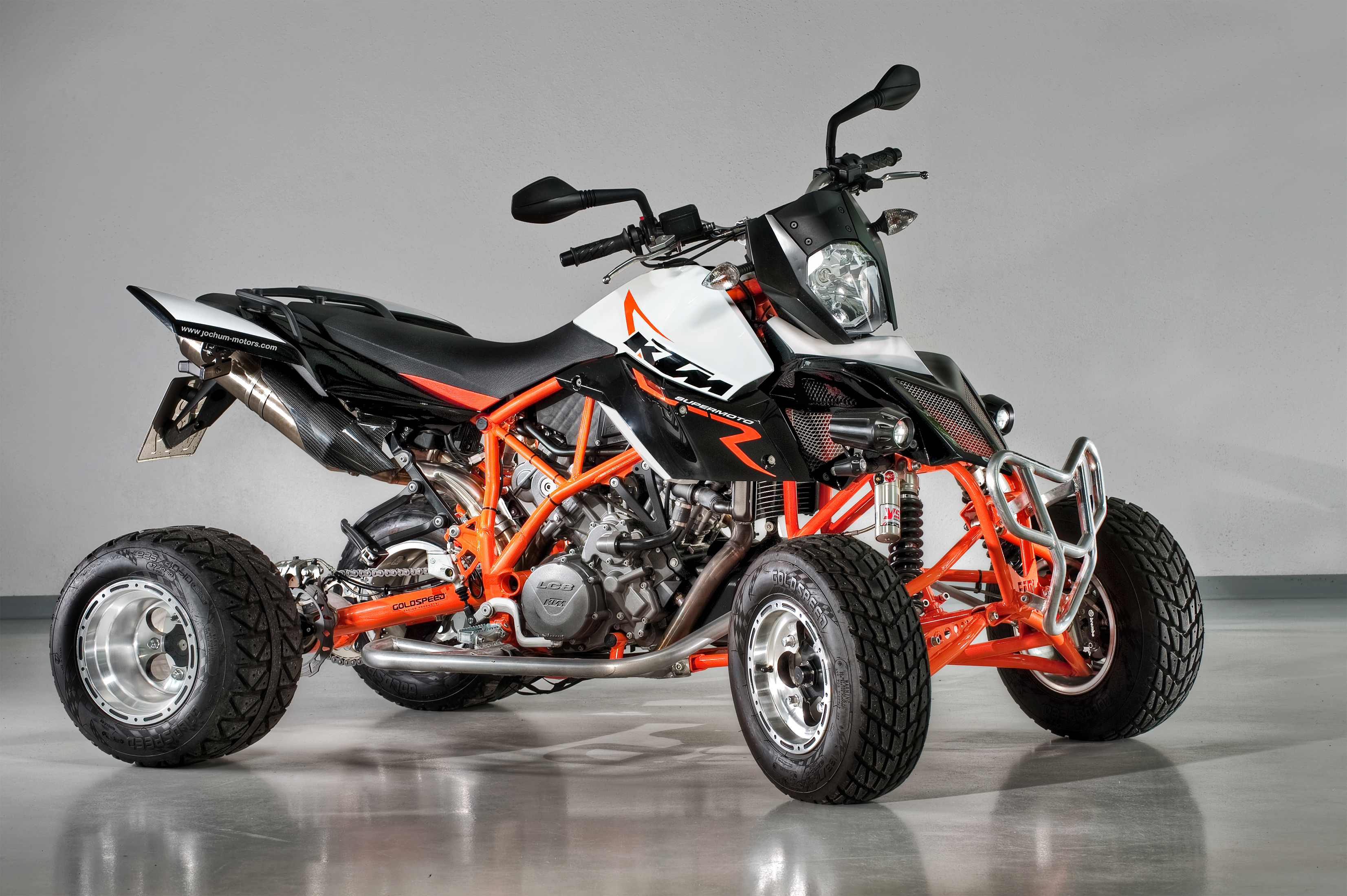
E-ATVが独自に開発したKTM・990

- ザックス (オートバイ)
- ランドファイター
- E-ATVレーシングGmbH
- GG
- ワコックス
- Blata
- シェルプ（英語版）
- ガスガス - 00年代に2ストロークエンジンモデルを製造していた[40]。
- KTM (オートバイ) - 2008～2010年のみ。E-ATVレーシング社との提携による[41]。

## その他

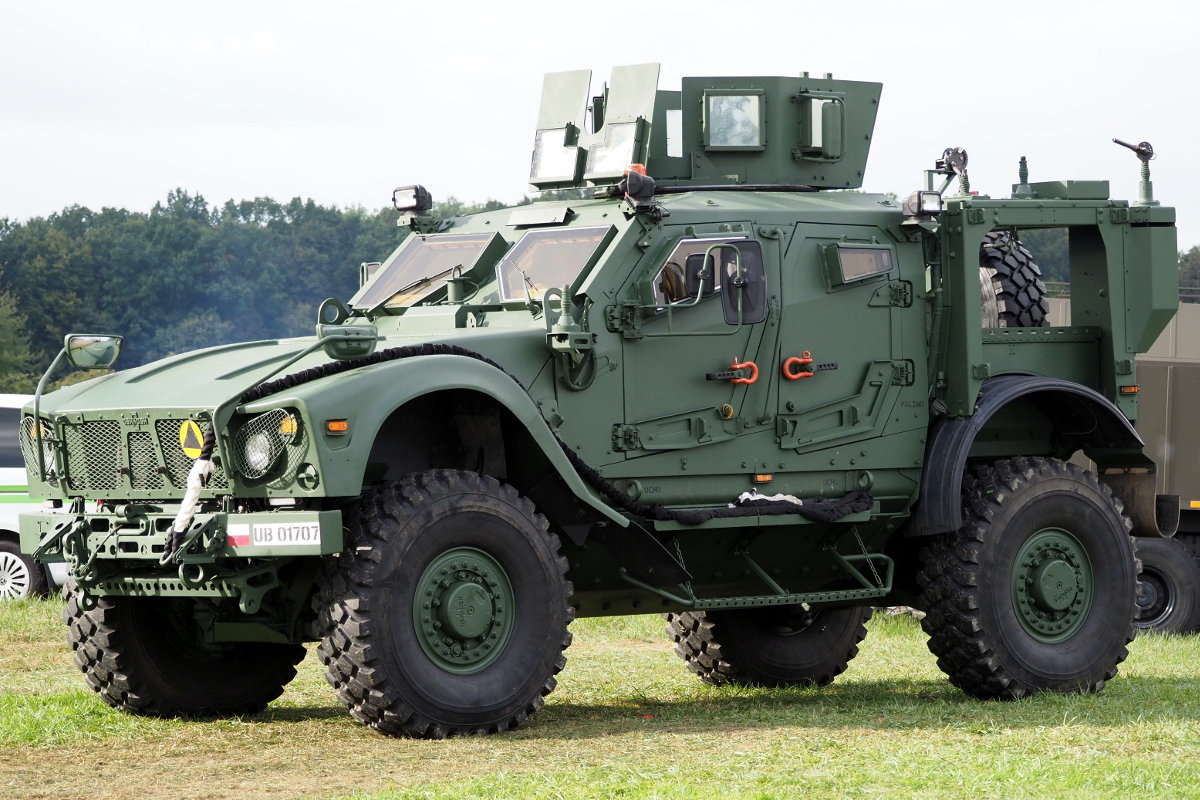
M-ATV

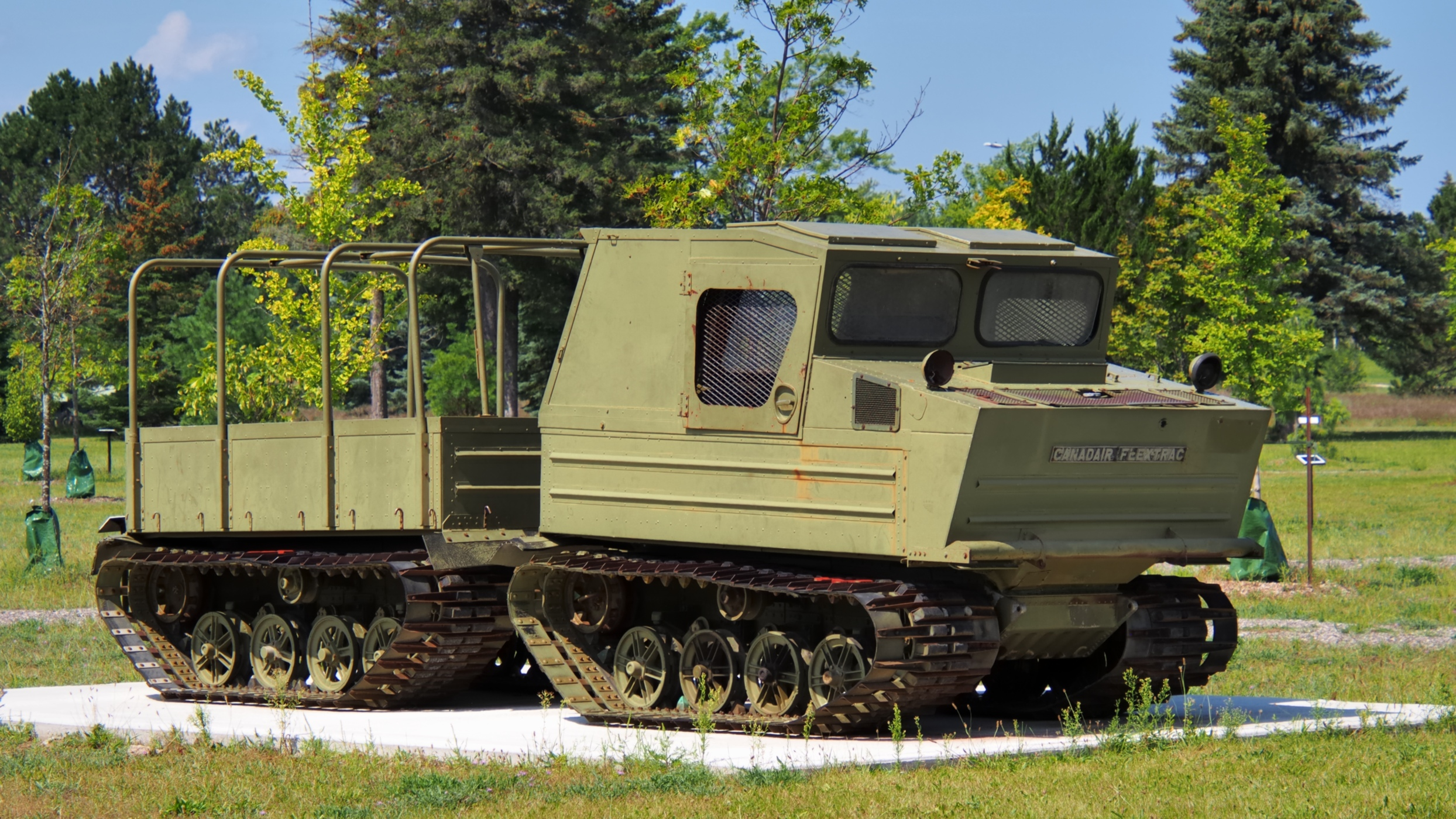
Articulated Tracked Vehicle（ATV）の例

上述の通り「ATV」は、限られた地形でしか乗れない二輪バイクの対義語として定着したが、元々は水陸両用車の名称であったことからもわかるとおり、この単語の示す範囲は非常に幅広い。そのためバギーカーや軍事装甲車両なども「全地形（All Terrain）に対応している」ものであるとして、「ATV」という呼称が一般名詞/固有名詞問わず広く用いられている。
また「Articulated Tracked Vehicle」（関節連結型車両）の略という場合もあるが、これも基本的には「全地形に対応している」軍用車両なので、「All Terrain Vehicle」として混同して紹介されることもある。日本ではレッドサラマンダーが消防に導入されているが、大型特殊自動車に分類されている。
ATVの中にはUTV（サイド・バイ・サイド・ビークル）に近い外観のものもあるが、UTVが並列座席やステアリングホイール・アクセルペダル・ブレーキペダルという四輪車の構成を取っているのに対し、ATVはハンドルバー・アクセルレバーにブレーキレバーというオートバイの構成である点や、一人乗りまたは前後二座席である点が違いとなる。逆に言えばその程度の違いしかなく、性能や用途、外観は似通っていることも多い。もともとUTV自体が「ATVを並列座席にする」という発想から生まれた歴史もあって、法規や競技規則の絡む部分以外では混同されても問題とされることは少ない。UTVを「サイド・バイ・サイドATV」というように紹介するなど、UTVをATVの下の概念として捉えることもある。